# Trophée des champions 2016 (handball)
Navigation
Trophée des champions 2015 Trophée des champions 2017
Le Trophée des champions 2016 est la septième édition du Trophée des champions, compétition française de handball organisée par la Ligue nationale de handball. La compétition est organisée au Vendéspace de Mouilleron-le-Captif en Vendée et se déroule les 16 et 17 septembre 2016.
Pour la troisième année d'affilée, le Paris Saint-Germain a remporté le Trophée des champions grâce à sa victoire face au Handball Club de Nantes (35-26). Un triplé inédit dans la compétition, créée en 2010.

## Équipes engagées
Quatre équipes participent à cette compétition :
- le Paris Saint-Germain Handball, champion de France 2015-2016 ;
- le Montpellier Handball, vainqueur de la Coupe de la Ligue 2015-2016 et de la Coupe de France 2015-2016 ;
- le Saint-Raphaël Var Handball, deuxième du championnat de France 2015-2016;
- le Handball Club de Nantes, troisième du championnat de France 2015-2016.

## Résultats

### Tableau récapitulatif
|  | Demi-finales         | Demi-finales  |                        |    | Finale        | Finale        |
|  | Demi-finales         | Demi-finales  |                        |    | Finale        | Finale        |
|  |                      |               |                        |    |               |               |
|  | 16/09 - 20h45        | 16/09 - 20h45 |                        |    | 17/09 - 19h30 | 17/09 - 19h30 |
|  | 16/09 - 20h45        | 16/09 - 20h45 |                        |    | 17/09 - 19h30 | 17/09 - 19h30 |
|  | Paris Saint-Germain  | 32            |                        |    | 17/09 - 19h30 | 17/09 - 19h30 |
|  | Paris Saint-Germain  | 32            |                        |    | 17/09 - 19h30 | 17/09 - 19h30 |
|  | Montpellier Handball | 27            |                        |    | 17/09 - 19h30 | 17/09 - 19h30 |
|  | Montpellier Handball | 27            | Paris Saint-Germain    | 35 |               |               |
|  | 16/09 - 18h15        |               | Paris Saint-Germain    | 35 |               |               |
|  |                      | HBC Nantes    | 26                     |    |               |               |
|  | Saint-Raphaël VHB    | HBC Nantes    | 26                     | 28 |               |               |
|  | Saint-Raphaël VHB    |               |                        | 28 |               |               |
|  | HBC Nantes           | 29            |                        |    |               |               |
|  | HBC Nantes           | 29            | Match pour la 3e place |    |               |               |
|  |                      |               |                        |    |               |               |
|  | 17/09 - 17h00        |               |                        |    |               |               |
|  |                      |               |                        |    |               |               |
|  | Montpellier Handball | 33            |                        |    |               |               |
|  | Montpellier Handball | 33            |                        |    |               |               |
|  | Saint-Raphaël VHB    | 27            |                        |    |               |               |
|  | Saint-Raphaël VHB    | 27            |                        |    |               |               |

### Demi-finales
| 16 septembre 2016 18h15 | Saint-Raphaël Var Handball | 28 - 29   | HBC Nantes                        | Vendéspace, Mouilleron-le-Captif Arbitrage : Thierry Dentz et Denis Reibel |
| 16 septembre 2016 18h15 | Raphaël Caucheteux 5       | (18 - 14) | Nicolas Tournat, David Balaguer 5 | Vendéspace, Mouilleron-le-Captif Arbitrage : Thierry Dentz et Denis Reibel |
| 16 septembre 2016 18h15 | ×3 ×5                      | Rapport   | ×2 ×4                             | Vendéspace, Mouilleron-le-Captif Arbitrage : Thierry Dentz et Denis Reibel |

| 17 septembre 2016 20h45 | Paris Saint-Germain             | 32 - 27   | Montpellier Handball | Vendéspace, Mouilleron-le-Captif Arbitrage : Saïd Bounouara et Khalid Sami |
| 17 septembre 2016 20h45 | Uwe Gensheimer, Mikkel Hansen 6 | (17 - 13) | Mathieu Grébille 5   | Vendéspace, Mouilleron-le-Captif Arbitrage : Saïd Bounouara et Khalid Sami |
| 17 septembre 2016 20h45 | ×3 ×2                           | Rapport   | ×3 ×4                | Vendéspace, Mouilleron-le-Captif Arbitrage : Saïd Bounouara et Khalid Sami |

### Match pour la troisième place
| 17 septembre 2016 17h00 | Saint-Raphaël Var Handball | 27 - 33   | Montpellier Handball | Vendéspace, Mouilleron-le-Captif Arbitrage : Saïd Bounouara et Khalid Sami |
| 17 septembre 2016 17h00 | Arthur Vigneron 5          | (16 - 12) | Vid Kavtičnik 8      | Vendéspace, Mouilleron-le-Captif Arbitrage : Saïd Bounouara et Khalid Sami |
| 17 septembre 2016 17h00 | ×1 ×5                      | Rapport   | ×2 ×5                | Vendéspace, Mouilleron-le-Captif Arbitrage : Saïd Bounouara et Khalid Sami |

### Finale
| 17 septembre 2016 19h30 | Paris Saint-Germain | 35 - 26   | HBC Nantes                      | Vendéspace, Mouilleron-le-Captif Arbitrage : Thierry Dentz et Denis Reibel |
| 17 septembre 2016 19h30 | Luka Karabatic 6    | (19 - 11) | Jerko Matulić, Nicolas Claire 5 | Vendéspace, Mouilleron-le-Captif Arbitrage : Thierry Dentz et Denis Reibel |
| 17 septembre 2016 19h30 | ×3                  | Rapport   | ×3 ×1                           | Vendéspace, Mouilleron-le-Captif Arbitrage : Thierry Dentz et Denis Reibel |

La victoire de Paris ne souffre aucune contestation, tant les hommes de Noka Serdarušić ont dominé leur sujet tout au long de la rencontre. Si Thierry Anti tente bien une double stricte d'entrée pour contrecarrer les plans parisiens, les coéquipiers d'un Nikola Karabatic impeccable profitent de la performance non moins parfaite de Thierry Omeyer (10 arrêts à 50 % à la pause, 18 à la fin) pour creuser le trou (10-4, 15e). Un écart que le H, en manque de solutions sur le plan offensif et défensif, ne parviendra jamais à combler (19-11 à la mi-temps). Trop limités face au rouleau compresseur parisien, les Ligériens vont ensuite continuer à souffrir, concédant un déficit de 10 buts au début de deuxième mi-temps (25-15, 39e) pour offrir au PSG un succès large et implacable (35-26, score final). 